# Authou
Authou település Franciaországban, Eure megyében. Lakosainak száma 333 fő (2022. január 1.). Authou Brionne, Freneuse-sur-Risle, Livet-sur-Authou és Pont-Authou községekkel határos.

## Népesség
A település népességének változása:
| Lakosok száma | 362  | 283  | 306  | 340  | 338  | 337  | 338  | 336  | 336  | 333  |
|               | 1968 | 1982 | 1990 | 2006 | 2013 | 2015 | 2017 | 2019 | 2020 | 2022 |